# Chat Pile
Chat Pile est un groupe américain de noise rock originaire d'Oklahoma City, en Oklahoma.

## Biographie
Chat Pile est formé en 2019 par Raygun Busch, Luther Manhole, et les frères Stin et Cap'n Ron. Le nom du groupe fait référence aux tas de chat qui sont des déchets miniers contaminés au plomb que l'on peut retrouver dans la région de l'Oklahoma. Ils sortent deux EP auto-produits, This Dungeon Earth et Remove Your Skin Please, édités en une seule compilation l'année suivante à l'initiative du label Reptilian Records. 
En 2021 paraît un split EP avec Portrayal of Guilt. Les deux morceaux qui composent l'EP ont été enregistré à Denton. Chat Pile participe, aux côtés de Wreck And Reference, Vile Creature, Drowse, Midwife et Cremation Lily, à la compilation hommage au neo metal Send the Pain Below produite par The Flenser sur laquelle ils reprennent le morceau Roots Bloody Roots de Sepultura. 
God's Country, premier album de la formation, sort le 29 juillet 2022 sur le label américain The Flenser. L'album est extrêmement bien accueilli. New Noise Magazine le classe en premier dans son classement de l'année 2022. Le magazine Rolling Stone le classe 5e dans sa liste des meilleurs albums de 2022 et Revolver 22e sur 25. Le groupe est notamment sollicité pour jouer au Roadburn Festival en 2023. Il compose aussi la BO du film Tenkiller qui sort le 18 novembre sur The Flenser.  
Chat Pile sort un nouveau split EP le 14 avril 2023 en collaboration avec le groupe américain de post-hardcore Nerver sur les labels Reptilian Records et The Ghost Is Clear Records.  

## Membres
- Raygun Busch — chant
- Luther Manhole — guitare
- Stin — basse
- Cap'n Ron — batterie

## Discographie

### Albums studio
- 2021 - God's Country (Flenser Records)
- 2022 - Tenkiller Motion Picture Soundtrack (Flenser Records)
- 2024 - Cool World (Flenser Records)

### Compilations
- 2020 - This Dungeon Earth / Remove Your Skin Please (Reptilian Records) (Compilation des 2 EPs sortis en 2019)